# HMS Repulse (1892)
El HMS Repulse fue uno de los siete acorazados pre-dreadnought de la clase Royal Sovereign construidos para la Marina Real Británica en la década de 1890. Asignado a la Flota del Canal, donde a menudo sirvió como buque insignia, después de su puesta en servicio en 1894, el barco participó en una serie de maniobras anuales y en la Revisión de Flota del Jubileo de diamante de Victoria del Reino Unido durante el resto de la década. El Repulse fue transferido a la Flota del Mediterráneo en 1902 y permaneció allí hasta diciembre de 1903, cuando regresó a Reino Unido para una amplia reparación. Después de su finalización en 1905, el Repulse fue asignado a la Flota de Reserva hasta que fue vendido como chatarra en 1911.